# 一直游到海水變藍
《一直游到海水變藍》是2020年中國大陸紀錄片，山西籍導演賈樟柯執導的作品，为“艺术家三部曲”的最终章（另两部为《东》、《无用》），入選第70屆柏林影展特別放映單元。

## 劇情
以18個章節講述1949年以來的中國大陸往事，讲述四位作家贾平凹、余華、马烽、梁鴻的过往记忆。

## 电影歌曲
| 曲別   | 歌名       | 作曲   | 作词 | 演唱者                                           |
| 主题曲 | 蓝天的海水 | 董冬冬 | 陈曦 | 刘欢、庄奕楠、中央广播电视总台银河少年电视艺术团 |

## 奖项荣誉
| 年份   | 颁奖礼                               | 奖项                 | 入围者               | 结果 | 参考 |
| ------ | ------------------------------------ | -------------------- | -------------------- | ---- | ---- |
| 2024年 | 中国电影导演协会2020年至2023年度表彰 | 年度影片（2021年度） | 《一直游到海水变蓝》 | 提名 |      |

## 外部連結
- 时光网上《一直游到海水變藍》的資料（简体中文）
- 豆瓣电影上《一直游到海水變藍》的資料 （简体中文）
- 互联网电影数据库（IMDb）上《一直游到海水變藍》的资料（英文）